# Dysaphis laserpitii
Dysaphis laserpitii är en insektsart som först beskrevs av Carl Julius Bernhard Börner 1950.  Dysaphis laserpitii ingår i släktet Dysaphis och familjen långrörsbladlöss. Arten är reproducerande i Sverige. Inga underarter finns listade i Catalogue of Life.